# Olivet, Michigan
Olivet är en ort i Eaton County i Michigan. Vid 2010 års folkräkning hade Olivet 1 605 invånare.